# U 80
U 80 byla německá ponorka typu VIIC postavena v průběhu druhé světové války pro německé válečné námořnictvo.

## Konstrukce
Typ VIIC byla delší a těžší než předchozí ponorky typu VIIB. Na hladině měla výtlak 769 t, při ponoření 871 t. Ponor byl 4,7 m, výška 9,6 m. Pohon tvořily dva šesti válcové dieselové motory MAN M 6 V 40/46 o celkovém výkonu 2 800–3 200 hp (2 100–2 400 kW) k pohonu na hladině a dobíjení baterií (2 × 62 o celkové hmotnosti 61,996 t). K plavbě pod vodu sloužily dva elektromotory Brown, Boveri & Cie GG UB 720/8 o celkovém výkonu 750 hp (550 kW). Dvě lodní hřídele poháněly ponorku pomocí lodních šroubů o průměru 1,23 m. Mohla se potopit a plout v hloubce 100 m (konstrukční hloubka), případně v hloubce 165 m, maximálně až do 230 m pod hladinu moře. Rychlost ponoru byla 25–30 sekund. Její maximální rychlost byla 18,2 uzlů (33,7 km/h) na hladině a 7,3 uzlů (13,5 km/h) pod hladinou. Dosah byl 8 500 nm (15 700 km) při rychlosti 10 uzlů (19 km/h), pod vodou při rychlosti 4 uzly (7,4 km/h) urazila 80 nm (150 km).

## Historie služby
Ponorka U 80 byla objednána 25. ledna 1939 v loděnicích Vegesacker Werft (Bremer Vulkan) v Bremen-Vegesack pod výrobním číslem 008. Výroba byla zahájena položením kýlu 17. dubna 1940. Na vodu byla spuštěna 17. února 1941. Do služby byla zařazena 8. dubna 1941 po velením námořního poručíka Georga Staatse. Ponorka měla na věži znak patronátního města Wiesbaden.
Po uvedení do provozu patřila až do 30. dubna 1941 k 1. ponorkové flotile jako cvičná ponorka a byla dislokována v Kielu. Od 1. května 1941 do 31. března 1942 byla cvičnou ponorkou 26. ponorkové flotily v Pillau a od 1. dubna 1942 do 31. srpna 1943 cvičnou ponorkou 24. ponorkové flotily v Memelu. Od 1. září 1943 byla používána jako cvičná ponorka u 23. ponorkové flotily v Gdaňsku a od 1. prosince 1943 se připojila k 21. ponorkové flotile jako cvičná ponorka a byla dislokována v Pillau až do svého zániku 28. listopadu 1944.
U 80 byla čistě školní a výcvikovou ponorkou, která byla v Baltském moři používána výhradně pro výuku a výcvik posádek a důstojníků a neprováděla žádné bojové plavby. Nepotopila ani nepoškodila žádnou loď.

## Velitelé
| velení | velení             | velitel                    | poznámka                                               |
| od | do                 | velitel                    | poznámka                                               |
| --- | ------------------ | -------------------------- | ------------------------------------------------------ |
| 8. dubna 1941 | 5. října 1941      | Oblt. Siegfried Rollmann   | 14. července 1943 udělen Rytířský kříž Železného kříže |
| 6. října 1941 | 4. května 1942     | Oblt. Hans Benker          | 31. prosince 1943 udělen Německý kříž ve zlatě         |
| 5. května 1942 | 22. listopadu 1942 | Oblt. Oskar Curio          |                                                        |
| 23. listopadu 1942 | 30. září 1943      | Oblt. Hans-Adolf Isermeyer |                                                        |
| .1. října 1943 | 28. listopadu 1943 | Kptlt. Hans Keerl          |                                                        |
| Zdroj: |                    |                            |                                                        |
| Kptlt. – Kapitanleutnant (námořní kapitán), Oblt – Oberleutnant zur See (námořní poručík), Lt – Leutnant zur See (námořní podporučík), Kkpt – Korvettenkapitän (korvetní kapitán) |                    |                            |                                                        |